# Steyn-Kommission
Die Steyn-Kommission (englisch: Steyn Commission, offiziell Commission of Inquiry into the Mass Media [deutsch etwa: Kommission zur Untersuchung der Massenmedien]) war ein ab 14. Dezember 1979 arbeitendes regierungsamtliches Gremium in Südafrika während der Apartheidsperiode. Sie wurde allgemein nach ihrem Vorsitzenden, dem Juristen Marthinus Steyn benannt, diente der Analyse des Pressesektors und seiner künftigen Neuordnung nach politischen Vorgaben. Die zwei von der Kommission publizierten Reporte übten auf die weitere Regierungspolitik und innerhalb des Gesetzgebungsprozesses maßgeblichen Einfluss aus.

## Gründung und Ziele
Am 18. September 1979 gab Alwyn Schlebusch, Minister für Justiz und Minister für Inneres, in der Öffentlichkeit bekannt, einen Presserat einschließlich eines neuen Pressekodex zu gründen. Dieses Gremium sollte seiner Absicht nach die Befugnis haben, Beschwerden über Zeitungen und Journalisten aufzugreifen und im Fall von Verstößen gegen den Kodex Strafen auszusprechen. Die vorgesehenen Sanktionen reichten von Geldstrafen gegen die Herausgeber bis zum Erscheinungsverbot missliebiger Presseerzeugnisse. Im Fall von Beschwerden gegen einzelne Personen war auch die zeitweilige oder dauerhafte Untersagung ihrer Tätigkeit als Journalist oder Reporter vorgesehen. Konkreter Anlass für derartige Konzepte waren anhaltende kritische Berichterstattungen in- und ausländischer Medien über Aktionen der Südafrikanischen Polizei und der Armee (SADF).
Zur Umsetzung dieser Ziele schuf die Regierung eine beratende Kommission. Mit Wirkung vom 27. Juni 1980 ernannte das zuständige Ministerium für Justiz Marthinus Steyn, einen ehemaligen Generaladministrator von Südwestafrika, zum Vorsitzenden dieses Gremiums.

## Basis und Ergebnisse der Kommissionsarbeit

### Politische Rahmenbedingungen
Die fundamentale Richtlinie der Steyn-Kommission bestand aus der These, dass der Informationsfluss in der Öffentlichkeit zwischen Staat und Bevölkerung künftig einen hierarchischen Charakter besitzen sollte. Demnach sind legitime Informationen solche, die aus staatlichen Quellen stammen. Andere Informationsquellen mit Ideen und Positionen, vor allem jene, die in Form von Beschwerden oder Wünsche durch Personen und Institutionen publiziert und als Sicherheitsgefährdung für den Staat eingeschätzt werden, gelten potentiell als Nachrichten aus illegitimen Quellen. Dieser Auffassung folgend schlug die Kommission eine „nationale Kommunikationspolitik“ vor, die durch eine „nationale Strategie“ zu bestimmen und zu steuern sei. Dabei legte die Kommission ein Feindbild zu Grunde, das den politischen Rahmen für die Bewertung des Pressesektors setzte.
Als externe Feinde galten der „Marxismus“ und „bestimmte westliche Länder“, die von der Sowjetunion und den Vereinigten Staaten angeführt sein sollten. Man unterstellte diesen äußeren Einflüssen, die gegenwärtige Ordnung Südafrikas durch radikale Eingriffe in eine andere verändern zu wollen. Die inneren Feinde fanden im Report keine nähere Definition, jedoch wurden alle Aktivitäten als von solchen motiviert betrachtet, die den gegenwärtigen Status quo „wissentlich oder unwissentlich“ in eine vermeintliche oder tatsächliche Gefährdung bringen konnten.
Die Steyn-Kommission kam zum Ergebnis, dass dem „psychologische Angriff“ von äußeren und inneren „Propagandakampagnen“ nicht allein mit gesetzgeberischen Mitteln entgegengetreten werden könne. In Bezug auf die Berichterstattung über polizeiliche und militärische Aktivitäten Südafrikas empfahl man eine verstärkte Kontrolle ausländischer Journalisten. Aus diesen Positionen speiste sich die Auffassung, dass es einer nationalen Kommunikationspolitik zur Bekämpfung feindlicher Propaganda durch die Totale Strategie bedürfe. Diese Strategie entsprach einer Risikoeinschätzung seit den späten 1970er Jahren, wonach Südafrika von einer totalen Angriffssituation (total onslaugh) durch Kommunisten im Inland und internationale Kräfte ausgehen müsse. Südafrika geriet in jener Zeit durch die Haltung der internationalen Staatengemeinschaft zur Apartheid in eine zunehmend isolierte Lage. Eine Folgeerscheinung daraus war ein massiver Auf- und Umbau des Militär- und Sicherheitsapparates in der Regierungszeit des Ministerpräsidenten Pieter Willem Botha sowie massive Versuche mit diesen Mitteln zur Destabilisierung der Nachbarländer.
Die Steyn-Kommission beschreibt im Report I mit dem Absatz 469 die Wechselbeziehung zwischen Staatsapparat und Medien wie folgt:
„Der Staat und die Medien brauchen einander, denn der Staat ist eine der Hauptquellen von Informationen für die Medien und umgekehrt, weil der Staat weitgehend von den Medien abhängig ist, um die Bevölkerung zu informieren. Im Fall eines Konflikts zwischen Staat und Medieninteressen, stehen die Interessen des Staates in Hinsicht auf die nationale Sicherheit im Vordergrund.“
Diese Aussage definiert die Hoheit der damaligen politischen Doktrin über die Medienpraxis.

### Veränderungen für Redaktionen und Herausgeber
Für die damaligen südafrikanischen Massenmedien bedeuteten die Empfehlungen der Steyn-Kommission eine strikte interne Überprüfung ihrer Arbeit und Themenprofile. Besonders die kritisch eingestellten Redaktionen gerieten damit an den Rand einer als legal geltenden Berichterstattung. Alle Redaktionen waren dadurch dem Zwang ausgesetzt, „freiwillig“ die Positionen der Regierungspolitik zu übernehmen. Die wenigen bis zu diesem Zeitpunkt verbliebenen Oppositionsmedien wurden als solche beseitigt. Wenn sie als „freie“ und „unabhängige“ Redaktionen überleben wollten, hatten sie künftig drei Richtlinien zu respektieren:
- Die Presse muss die Berichterstattung über Aktivitäten der vom Staat definierten internen und externen „Feinde“ zensieren.
- Die Presse unterstützt und fördert das positive Ansehen von Sicherheits- und Verteidigungseinrichtungen.
- Die Presse muss die öffentliche Meinung zu Gunsten der Total Strategy mobilisieren.

Die Konsequenzen der Pressezensur nach diesen Vorgaben erstreckten sich nicht nur auf politisch sensible Themenfelder, sondern auch auf die Anwendung einzelner Worte. Die Verwendung von „freedom fighters“, „gunmen“ und „guerrillas“ in der Berichterstattung anstelle des offiziell bevorzugten Begriffs „terrorists“ wurde aus dem Blickwinkel der Kommission als fragwürdig angesehen. Diese „semantischen Fragen“ sollten durch Unterrichtungsgespräche mit in Sicherheits- und Verteidigungspolitik erfahrenen Beamten gelöst werden.

### Strukturvorschläge für den Pressesektor
Für die künftige Struktur des südafrikanischen Pressewesens schlug die Steyn-Kommission im Wesentlichen folgende Veränderungen vor:
- Bildung einer berufsständigen Kammer für die Journalisten mit einer Zwangsmitgliedschaft, die auch für ausländische Kollegen gelten sollte. Die Eintragung in ein Namensregister betrachtete man als Professionalisierung dieses Tätigkeitsfeldes.
- Schaffung eines neuen Verhaltenskodex für Journalisten, der als verbindliches Regelwerk gelten sollte.
- Der bislang existierende Presserat wird durch einen noch zu schaffenden General Council for Journalists (deutsch etwa: Gesamtrat für Journalisten oder Allgemeiner Journalistenrat) ersetzt. Der Vorschlag zu den Befugnissen war analog einer oberen Justizbehörde angelegt.

Die Pressefreiheit hatte sich an den nationalen Sicherheitsinteressen zu orientieren. Bei einer unautorisierten Berichterstattung über polizeiliche und militärische Themen war künftig mit drastischer Bestrafung zu rechnen. Obwohl nach den Maßgaben des Internal Security Act (Act No 74 / 1982) bereits solche Sanktionsmöglichkeiten bestanden, strebte man an, die staatliche Repressionsabsicht direkt in das neue Presserecht einzubauen.

### Parlament und Gesetzgebung
Die Steyn-Kommission legte ihren Bericht am 1. Februar 1982 im Parlament (House of Assembly) vor. Aus ihren Arbeitsergebnissen entstand ein Gesetz zur Registrierung von Zeitungen. Es handelt sich dabei um den Registration of Newspapers Amendment Act (Act No 98 / 1982), der noch zum Ende der Sitzungsperiode 1982 eingebracht und beschlossen wurde. Sein ursprünglicher Entwurf passierte den Gesetzgebungsprozess nur mit erheblichen Korrekturen.
Ursprünglich sollte ein amtliches Gremium etabliert werden, das mit der Kompetenz von Strafmaßnahmen gegen die Presse ausgestattet sein sollte. Die vorgeschlagenen Regelungen führten jedoch in der Parlamentsdebatte zu deutlichem Widerspruch, wodurch die Regierung einige Positionen zurückziehen musste und das Gesetz in abgeschwächter Form beschlossen wurde. Der Abgeordnete M. A. Tarr aus Pietermaritzburg bezeichnete den Geist des Gesetzentwurfes als Beleg für die Paranoia der Regierung. Die Registrierungspflicht für Zeitungen war damit eingeführt, für Journalisten jedoch nicht. Das medienpolitische Kontrollorgan konnte das Ministerium nun nach eigenen Vorstellungen festlegen.

## Institutionelle Folgewirkungen
Bis 1983 bestand in Südafrika ein Presserat (Press Council) mit einem Ehrenkodex für fairen und ehrenhaften Journalismus, der über dessen Einhaltung wachte. Verstöße wurden demnach mit einer Geldbuße von bis zu 10.000 Rand belegt.
Der Schutz der Pressefreiheit in Südafrika wurde von der im Apartheidstaat pointiert bezeichneten „englischsprachigen Oppositionspresse“ als Hauptthema bei der Berichterstattung über liberale Ideen, wie Individualrechte, Gerechtigkeit, Demokratie und Bürgerrechte aufgegriffen.
Politischer Druck aus der Apartheidregierung und die Ergebnisse der Steyn-Kommission führten 1984 zur Errichtung des Media Council (Medienrat). Obwohl es sich dabei nicht um ein gesetzliches Gremium handelte, war der Rat auf Regierungsebene offiziell anerkannt. Sein Hauptzweck bestand in der Festlegung eines journalistischen Kodex für die Berichterstattung und Kommentierung. Auf der Grundlage des Registration of Newspapers Amendment Act (Act No 98 / 1982) konnte der Innenminister die Registrierung einer Zeitung beenden, wenn der Herausgeber beim Medienrat keinen Antrag gestellt hatte. Auch wenn der Medienrat offiziell als ein unabhängiges Gremium gelten sollte, erregte diese Handlungsweise bei den Herausgebern große Besorgnis.
Zu Beginn des Jahres 1994 kehrte der Rat zu einer früheren Bezeichnung Presserat (Press Council) zurück, ohne seine bisherige Wirkungsweise zu verändern. Im Jahr 1996 entstand die Print Media South Africa (PMSA) als Dachorganisation verschiedener Herausgeberverbände, wodurch sich Veränderungen auf diesem Gebiet einstellten. Am 1. August 2007 entstand der Press Council of SA und leitete damit eine neue Periode in Südafrikas Mediengeschichte ein.

## Internationale Kritik
Das Internationale Presseinstitut thematisierte auf seiner 35. Generalversammlung von 1986 in Wien die Repressionspolitik der südafrikanischen Regierung gegenüber den Medien und verabschiedete hierzu eine Resolution. Darin äußerte sich Kritik gegen die zunehmende Verletzung der Menschenrechte einschließlich der „Beschränkung“ und „Belästigung“ der Presse durch amtliche Stellen. Das Vorgehen von Staatsbeamten in Südafrika, eine aussagekräftige Berichterstattung über Unruhen und Gewaltanwendungen bei Demonstrationen, über die Anwendung von Schusswaffen und andere körperliche Angriffe auf Journalisten und Fotografen bei der Ausübung ihrer Aufgaben zu unterbinden, wurde von den Teilnehmern der 35. Generalversammlung energisch verurteilt. Kritik fand ferner die Belästigung von ausländischen Journalisten und die staatlichen Versuche zur Verweigerung oder die verzögerten Akkreditierungen. In der Medienpolitik der Regierung Botha erkannte man eine Störung des freien Informationsflusses, wodurch die internationale Öffentlichkeit in ihrem Recht zur Information über die tatsächlichen Verhältnisse in Südafrika und deren Auswirkungen auf die Nachbarländer behindert würde.

## Publikationen der Kommission
- Verslag van die Kommissie van Ondersoek na die Massamedia. Pretoria, Staatsdrukker 1981
- Report of the Commission of Inquiry into the Mass Media. Pretoria 1981
- Aanvullende verslag van die Kommissie van Ondersoek na die Massamedia. voorgestelde wetgewing. Pretoria, Staatsdrukker, 1982
- Supplementary report of the Commission of Inquiry into the Mass Media. proposed legislation. Pretoria, 1982